# Пашкова, Ольга Фёдоровна
Ольга Фёдоровна Пашкова (1914 год, Воронежская губерния — дата смерти неизвестна, Краснодарский край) — рабочая Урекского совхоза Министерства сельcкого хозяйства СССР, Махарадзевский район, Грузинская ССР. Герой Социалистического Труда (1949).

## Биография
Родилась в 1914 году в крестьянской семье в одном из сельских населённых пунктов Воронежской губернии. Окончила местную начальную школу. Трудилась в личном сельском хозяйстве. В послевоенные годы переехала в Махарадзевский район (сегодня — Озургетский муниципалитет) Грузинской ССР, где трудилась рабочей в Урекском совхозе Махарадзевского района с центром в селе Уреки.
В 1948 году собрала в среднем с каждого дерева по 1350 мандаринов с 415 плодоносящих мандаринов деревьев. Указом Президиума Верховного Совета СССР от 5 июля 1949 года удостоена звания Героя Социалистического Труда за «получение высоких урожаев сортового зелёного чайного листа и цитрусовых плодов в 1948 году» с вручением ордена Ленина и золотой медали «Серп и Молот».
Этим же Указом званием Героя Социалистического Труда были награждены директор совхоза Алфесий Семёнович Трапаидзе, главный агроном Вениамин Ивлианович Тодрия, заведующий отделением Илья Васильевич Маглакелидзе, бригадир Фёдор Григорьевич Анчербак, рабочие Ольга Егоровна Беломестнова, Кирилл Семёнович Мазурик, Ольга Кирилловна Мазурик, Мария Яковлевна Колыбельникова, Меланья Артёмовна Радченко и Хайрула Силеевич Хайбрахимов.
Проживала в селе Уреки, потом переехала в Краснодарский край. Дата смерти не установлена.